# Lebeckia fasciculata
Lebeckia fasciculata är en ärtväxtart som beskrevs av George Bentham. Lebeckia fasciculata ingår i släktet Lebeckia och familjen ärtväxter. Inga underarter finns listade i Catalogue of Life.